# Pseudometagea schwarzii
Pseudometagea schwarzii är en stekelart som först beskrevs av William Harris Ashmead 1892.  Pseudometagea schwarzii ingår i släktet Pseudometagea och familjen Eucharitidae. Inga underarter finns listade i Catalogue of Life.